# Гот (компанія)
Гот (івр. הוט) — ізраїльська телекомунікаційна компанія, яка надає послуги кабельного телебачення, інфраструктуру швидкого кабельного інтернету, послуги стаціонарного та стільникового телефонного зв'язку.
Гот надає послуги більш ніж 60 % абонентів багатоканального телебачення і більш ніж 40 % користувачів швидкісного інтернету.
Найпопулярніші канали серед ізраїльтян — Канал 2 і Ізраїль 10.